# 大鱗孔頭鯛
大鱗孔頭鲷，为輻鰭魚綱奇鯛目大鱗鲷科的其中一種。分布於東太平洋區，從美國加州至巴拿馬海域，屬深海魚類，棲息深度水深0至3500公尺。

## 扩展阅读
維基物種上的相關：大鱗孔頭鲷